# Brunstlahnerkopf
Der Brunstlahnerkopf ist ein 1321 m hoher Gipfel des Bergrückens Schergenwieser Berg in den Bayerischen Voralpen.

## Topographie
Der Brunstlahnerkopf bildet mit dem Stubeneck einen Seitenkamm der Schergenwieser Schneid. 
Auf diesem Bergrücken ist die Hochalm der einzige häufig besuchte Gipfel, so wird auch der Brunstlahnerkopf nur selten und kurz weglos aber unschwierig aufgesucht.

## Galerie

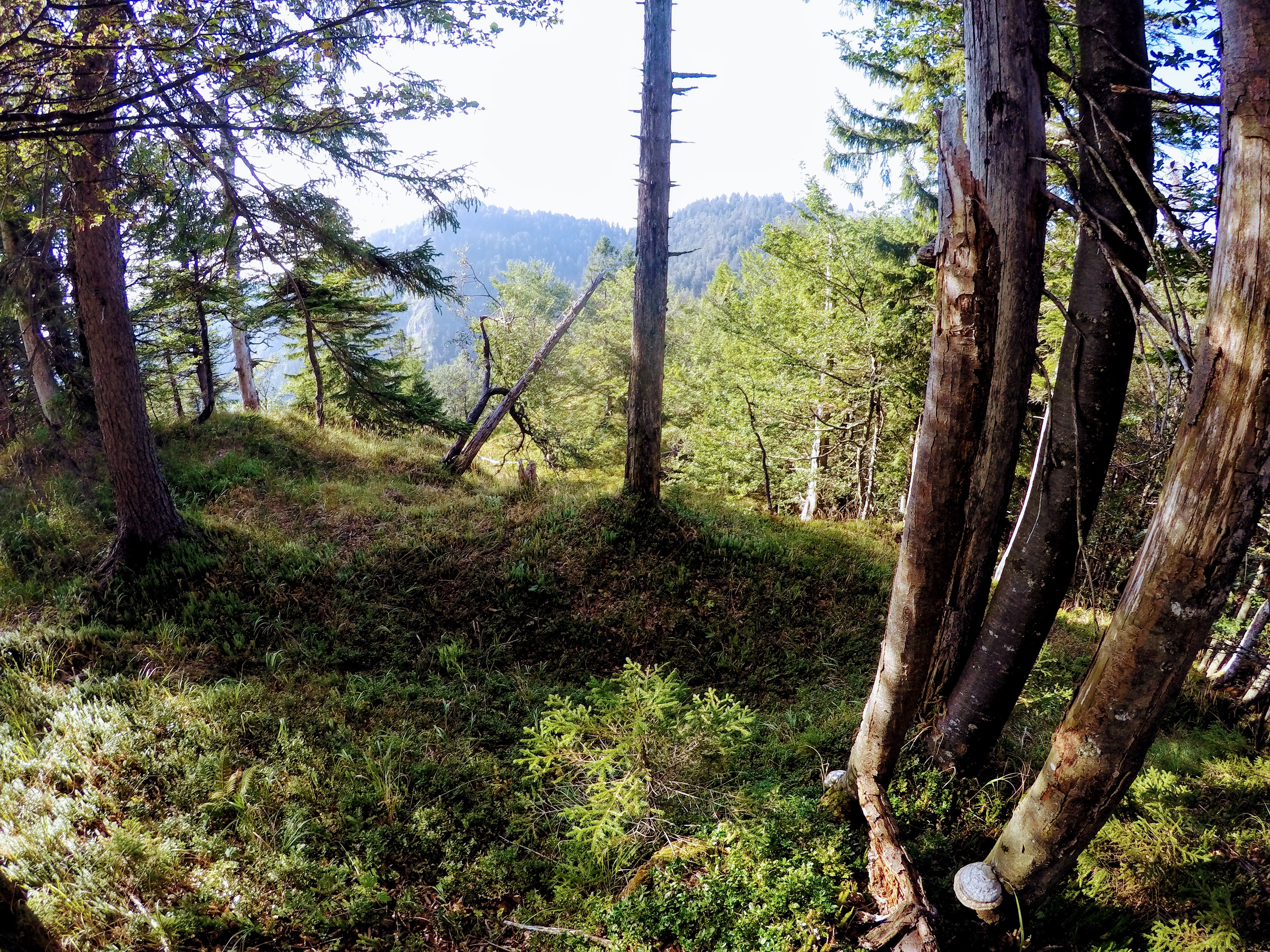
Gipfelbereich